# Geo-Map
GEO-MAP – System Informacji o Terenie. Narzędzie do tworzenia zbiorów informacji o terenie, ich aktualizacji, analizy, udostępniania oraz wykonywania różnorodnych prac projektowych. GEO-MAP pozwala na prowadzenie wielkoskalowej mapy numerycznej.
System powstał w roku 1992 (pierwotnie dla systemu DOS) i działa w środowisku Microsoft Windows 2000/XP/Vista. Oprogramowanie posiada własny format pliku danych przestrzennych – MAP. GEO-MAP ma budowę modułową, pozwalającą na rozbudowanie go o dodatkowe funkcje potrzebne użytkownikowi.

## GeoMapGML
Od maja 2023 dostępny jest GeoMapGML, który służy do zarządzania danymi przestrzennymi zawartymi w bazach EGiB, GESUT i BDOT500. Program odczytuje oraz zapisuje dane w formacie GML zgodnym ze schematami w wersji z rozporządzeń z 2021 roku.

## Funkcje i możliwości
- import danych z plików w formatach DXF (AutoCAD), MIF (MapInfo), DGN (MicroStation), SWDE, SWING, EWMAPA, CSV i in.
- wbudowana biblioteka znaków instrukcji technicznej K-1
- edycja (digitalizacja map rastrowych i zdjęć lotniczych; projektowanie konstrukcji geodezyjnych - wcięcia, domiary, tyczenie łuków i klotoid itp.) oraz analizy danych
- drukowanie na ploterze/drukarce
- eksport do popularnych formatów wektorowych (DXF, DGN, KML, MIF, EWMAPA) i rastrowych (TIFF, BMP, JPG)
- tworzenie raportów w formacie XLS
- wbudowany klient WMS
- komunikacja z zewnętrznymi bazami danych (bezpośrednio lub przez ODBC)

## Moduły
- GEO-PLUS – moduł do obliczeń geodezyjnych, transmisja danych z rejestratorów polowych, automatyczne obliczanie współrzędnych przybliżonych oraz wyrównywania sieci płaskich i wysokościowych. Wbudowana transformacja, moduł opracowania działek, inwentaryzacja, tyczenie i projektowanie.
- GEO-PLAN – moduł do automatyzacji pracy z MPZP
- GEO-TRANS – moduł do transformacji geodezyjnych między układami współrzędnych 42, 65, 92, WGS-84.
- GEO-ODGIK – moduł wydawania, kontroli i przyjmowania danych do Ośrodka Dokumentacji Geodezyjnej i Kartograficznej.
- GEO-DTM – moduł numerycznego modelu terenu. Umożliwia budowę NMT, interpolację warstwic, wykonywanie przekrojów, obliczanie objętości mas ziemnych oraz trójwymiarową wizualizację sytuacji na powierzchni terenu.
- GEO-RASTER – moduł przetwarzania rastrów. Umożliwia przygotowanie rastrów do wektoryzacji, ich łączenie i wycinanie.